# كوين رو
كوين رو (بالإنجليزية: Quinn Roux)‏ هو لاعب اتحاد الرغبي جنوب أفريقي، ولد في 30 أكتوبر 1990 في بريتوريا في جنوب أفريقيا.

## وصلات خارجية
- كوين رو عل موقع إسبنسكروم (الإنجليزية)
- كوين رو على موقع ItsRugby.co.uk (الإنجليزية)